# Религия в Восточном Тиморе
Религия в Восточном Тиморе является неотъемлемой частью быта Тиморцев — среди населения почти нет неверующих.

## Христианство
Христиане составляют 99,1 % от населения страны. Большая часть здешних христиан — католики (96,9 %), однако присутствуют и протестанты (2,2 %). В Тиморе широко празднуется Рождество.

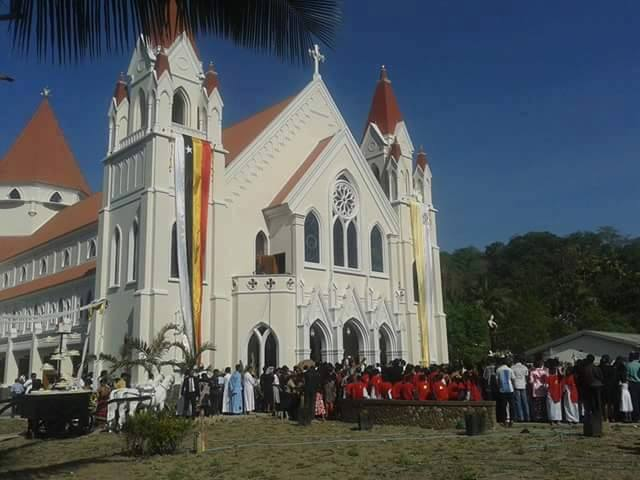
Церковь Непорочного зачатия Девы Марии в Викеке, освящена в 2015 году

## Ислам
По данным 2010 года, ислам исповедует примерно 0,3 % от населения, в стране празднуются Курбан-Байрам и Ураза-Байрам.

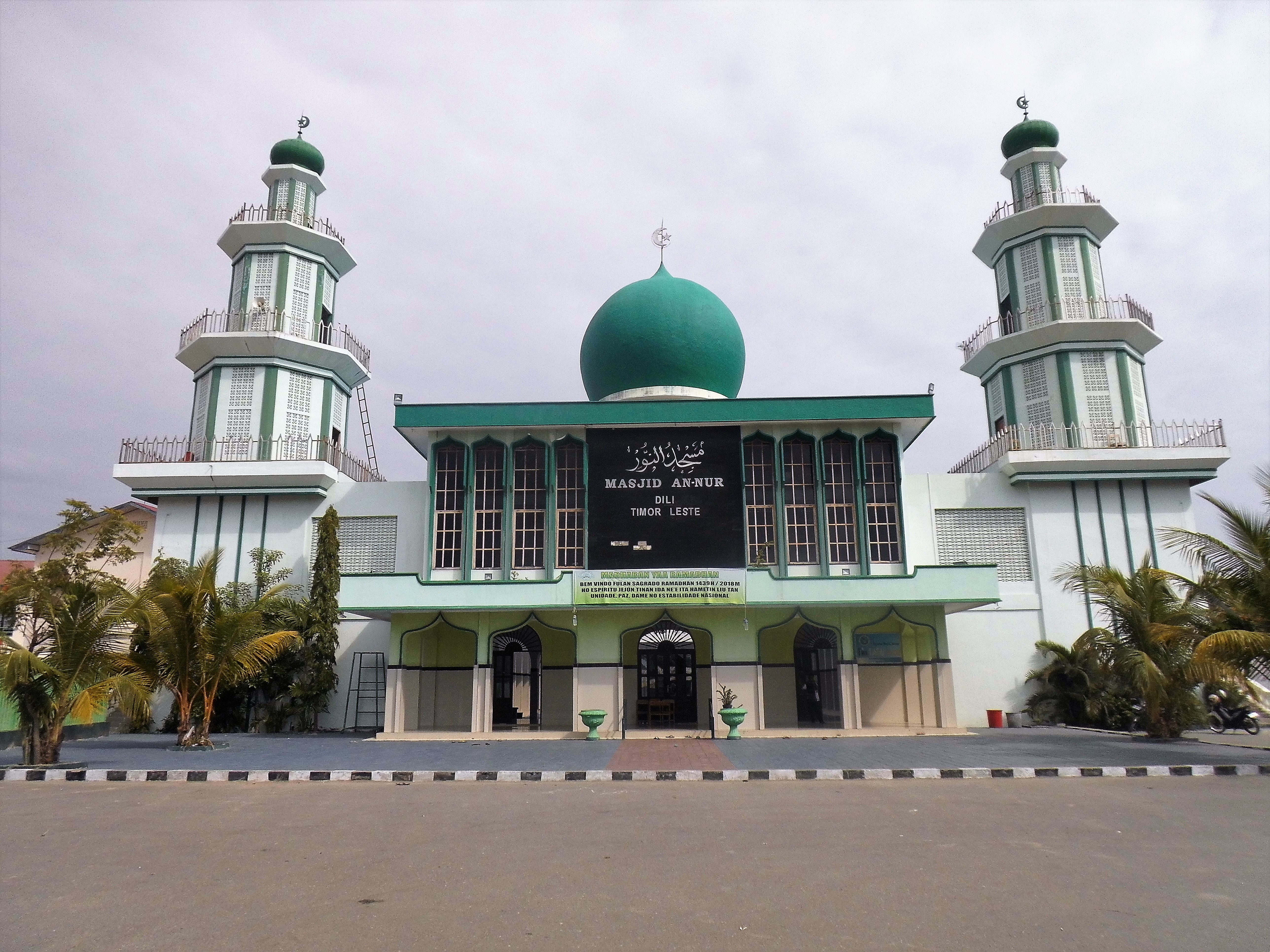
Мечеть Ан-Нур в Дили

## Индуизм
Индуизм исповедует примерно 0,1 % населения.